# Teologia de Cos
La Teologia del Cos és el títol d'un conjunt de 129 catequesis donades pel Papa Sant Joan Pau II durant les seves audiències del dimecres entre setembre del 1979 i novembre del 1984. Foren els ensenyaments principals del seu pontificat. Els seus texts complets foren més tard compilats i publicats com una única obra: La Teologia del Cos: l'amor humà en el pla diví.
El punt de partida és la creació: l'ésser humà ha estat plasmat com home i dona. A partir d'aquesta reflexió s'arriba a una visió integral que permet una resposta adequada al problema del matrimoni i de la procreació. Per tant, es tracta d'establir el que Joan Pau II anomena una "antropologia integral" o millor una teologia del cos.

## Organització
Totes aquestes catequesis estan dividides en sis cicles.
1. El principi, 23 catequesis
2. La redempció del cor, 40 catequesis
3. La resurrecció de la carn, 9 catequesis
4. La virginitat cristiana, 14 catequesis
5. El matrimoni cristià, 27 catequesis
6. Amor i fecunditat, 16 catequesis

S'hi tracten tres temes principals. En primer lloc l'anomenada antropologia teològica que el Papa anomena "antropologia adequada" o "teologia del cos": el seu mètode i les seves conclusions. Atès que no es tracta d'una antropologia dualista, quan es parla de cos es parla de tota la persona humana manifestada en la concreació del seu cos. El segon tema és el matrimoni i la seva sagramentalitat. El tercer consisteix a exposar els continguts de la Humanae Vitae però aprofundint-los a la llum de l'antropologia teològica.
L'apartat sobre l'"antropologia adequada" està dividit en tres seccions que són reflexions a partir de texts de l'Evangeli i que reflecteixen tres moments de la història de l'home:
- L'origen de l'home i la seva innocència segons el designi de Déu
- L'home caigut pel pecat i redimit per Crist
- L'home ressuscitat o escatològic en la seva situació definitiva

Els punts als quals Joan Pau II dedica més atenció són dilucidacions sobre el significat de la solitud inicial de l'home, la unitat originària d'home i dona, i la nuesa sense vergonya. Tot això serveix de base per afirmar el profund significat esponsal que el cos humà té.

### Metodologia
La intenció del Papa Joan Pau II és configurar una antropologia adequada mitjançant una reflexió teològica (per les seves fonts) i filosòfica (pel mètode fenomenològic emprat) sobre la corporeïtat.
La definició d'antropologia adequada l'ofereix en una catequesi:
| «                | Aquella que cerca comprendre i interpretar l'home en el que és essencialment humà […] Aquest concepte determina el principi mateix de reducció, propi de la filosofia de l'home, indica el límit d'aquest principi, i indirectament exclou que es pugui traspassar aquest límit […] Es basa en l'experiència essencialment humana, oposant-se al reduccionisme de tipus naturalista, que normalment va juntament amb la teoria evolucionista que investiga els orígens de l'home | » |
| — Catequesi XIII | |   |

Per tant, són dos els principis metodològics: l'anomenada "reducció" (que el Papa oposa al "reduccionisme") i la recerca del que és l'"experiència essencialment humana". Segons el cardenal Caffarra la noció de "reducció" cal buscar-la en obres anteriors del Papa com Persona i acte i és essencialment un mètode que després d'una inducció intenta donar una explicació de les seves conclusions o segons una expressió utilitzada amb posterioritat pel Pontífex: "anar del fenomen al fonament".
Quant als anomenats "significats permanents" de l'experiència essencialment humana és el coneixement que l'home té de si mateix —per pròpia experiència— traslladat al coneixement que hom té del seu propi ésser persona humana en participar de l'ésser home. Amb aquests elements i a partir de l'anàlisi d'altres obres filosòfiques de Karol Wojtyla, Carlo Caffarra ofereix una definició d'antropologia adequada:
| « | Antropologia adequada és aquella que comprèn i interpreta l'home en allò que és essencialment humà, captant els significats permanents de l'existència humana mitjançant l'experiència d'allò en què s'expressa la persona humana i fent servir el principi de reducció | » |

Cal dir que el mètode, tot i que amb bases filosòfiques, és teològic: la Revelació és el punt de partida per a cada reflexió i en especial Crist que "manifesta l'home alhora i en dona a conèixer la seva altíssima vocació".

## Cicles

### Primer cicle: El principi
El principi a dilucidar és el de l'origen o forma original. Parteix de la reflexió sobre el text de Mt 19 i les narracions sobre la creació de l'home (cf. Gn 1, 26-31 i Gn 2, 7-25) per mostrar la vida de l'home abans del pecat i el designi diví en relació amb ell, car Jesús es refereix a aquest principi:
| «          | No heu llegit en l'Escriptura que el Creador, des del principi, els va fer home i dona? | » |
| — Mt 19, 4 |                                                                                         |   |

Així doncs, el Papa presenta aquesta menció al principi no només com un record d'una situació sinó també un reclam que té conseqüències morals. Tracta de la solitud i de la nuesa originària (d'acord amb la segona narració de la creació de l'home). L'home se separa completament dels animals: se sent sol davant o amb ells (cf. Gn 2). D'aquí la creació de la dona que introdueix un doble mode d'ésser persona: masculinitat i feminitat. Calen mútuament, recíprocament, interiorment en ordre a una comunió de persones.
El Papa afirma que la unitat de la carn —que es dona en l'acte conjugal— per una banda expressa una superació sempre nova del límit de la solitud en assumir la solitud del cònjuge com a pròpia i, d'una altra, expressa i reviu el misteri de la creació quan l'home estava sol: si units són una sola carn aquesta carn torna a estar sola.
Així s'entén també l'absència de vergonya. L'home és conscient de ser subjecte (solitud primera) que està cridat a entrar en una comunió interpersonal i per això veu l'altre com a persona, com a part de la seva comunió, la mateixa mirada crea comunió. Veu el cos amb el seu significat esponsal. La persona humana és "ésser-do" i això ho expressa fins en el seu propi cos. Per tant, la seva identitat més profunda l'expressa en l'acte conjugal que és un do d'amor lliure i gratuït.
Tot això implica la reafirmació del significat procreatiu de tot acte sexual. Els esposos en estar units com una sola carn reclamen amb llur solitud la presència d'un "altre" que és el fill a qui tal relació pot donar lloc. Crist, en citar la pàgina de la creació en relació amb el matrimoni restableix la norma i recupera el sentit esponsal del cos.

### Segon cicle: La redempció del cor
Al segon cicle de catequesis la reflexió del Papa es traslladà a un altre text evangèlic: el de l'extensió de l'adulteri (cf. Mt 5, 27-28) a la llum de tota la Bíblia i de la història de la salvació.
Tal aclariment de Jesús sobre l'abast de l'adulteri se superposa sobre tota una comprensió de l'estat de l'home després de la caiguda i la manera en què la concupiscència va introduir-se en la seva vida. La concupiscència és la contradicció del significat esponsal del cos. Tal mirada redueix l'altre al sol aspecte del sexe entès com a satisfacció de la pròpia sensualitat. El cos és vist no com a expressió de tota la persona i la seva capacitat de donar-se sinó com a objecte de plaer o d'ús. Tanmateix, un error de comprensió que duu a aquesta mirada significa també que la mateixa persona no es considera adequadament a si mateixa, car tampoc veu que el seu propi cos tingui aquest significat esponsal.
La natura d'aquest error és d'ordre teològic: parteix del posar en dubte el propi do que va arribar amb el pecat original, la sospita de Déu. En caure la confiança, cau també la relació inicial de comunió de persones.
A la concupiscència s'oposa la virtut de la puresa i hi dedica el Papa les últimes catequesis del cicle. La puresa és vista com a redempció del cos i forma d'una nova i total donació a l'altre. També es tracta el tema del cos en l'art i en la publicitat.

### Tercer cicle: La resurrecció de la carn
Segons recorda Jesús, en la resurrecció els homes seran perfectament persones perquè veuran Déu. El Papa recorda les conclusions dels cicles anteriors, en especial la del significat esponsal de l'ésser home i de l'ésser dona que indica la vocació de la persona al do, en donar-se que serà ple després de la resurrecció dels cossos. D'aquí que després de recordar el diàleg de Jesús amb els saduceus es deturi en el capítol 5è de l'epístola als efesis: l'amor esponsal és una participació de l'amor que Déu té envers l'home i més precisament de l'amor de Crist envers la seva Església. Així doncs, el matrimoni és redempció del cos perquè li dona la possibilitat de tornar-se a posar en el pla del seu sentit i significat com a do d'amor.
| «                                                           | Quan es nega o simplement s'oblida la veritat profunda de l'acte conjugal en el seu simultani ser acte d'amor interpersonal i de cooperació amb Déu creador, el fet d'arribar a existir de la persona humana o seria a causa d'una casualitat o a causa d'una cega necessitat o simplement obra de l'home | » |
| — Card. Carlo Caffarra, introducció del llibre Uomo e donna | |   |

D'aquesta manera, entre els significats originaris que el Papa s'havia proposat il·luminar, es troba el del significat esponsal del cos.

### Quart cicle: La virginitat cristiana
Jesús en dir "a l'inici" (cf. Mt 5, 27,28), ço és, en l'origen, recorda també a l'home la veritat del cos i la seva natura de do. D'aquí es presenta la virtut de la puresa com a substància mateixa de l'ethos de la redempció del cos. La puresa per a Joan Pau II implica continència, domini de la pròpia concupiscència, però també i mitjançant aquesta, restablir el sentit i vivència del propi cos com a do personal. La puresa —sempre segons aquestes catequesis— connota la manera de ser propi de la persona, en què es realitza el significat esponsal del cos i d'aquesta manera s'expressa la llibertat del do. Així, la puresa és també una pedagogia del lliurament de si mateix.

### Cinquè cicle: El matrimoni cristià
Les reflexions del Papa parteixen d'un text de Sant Pau (Ef 5, 22-33): el matrimoni ha de ser entès si, primer com a part d'un pla originari de Déu però després també a la llum de la redempció i com a compliment de l'amor de Crist per la humanitat, per l'Església. en aquesta relació es fonamenta la sacramentalitat del matrimoni però també la seva "grandesa" —segons l'expressió de l'Apòstol— que el duu a una superioritat particular en relació amb els altres sagraments:
| «                                     | el matrimoni, com a sagrament primordial, és assumit i inserit en l'estructura integral de la nova economia sagramental, que sorgeix de la redempció en forma, diria, de «prototip»: és assumit i inserit com des de les seves mateixes bases. […] Reflexionant bé sobre aquesta dimensió, caldria concloure que tots els sagraments de la Nova Aliança troben, en cert sentit, llur prototip en el matrimoni com a sagrament primordial. | » |
| — Catequesi del 20 d'octubre del 1982 | |   |

Els altres sagraments estableixen una relació amb Crist o la perfeccionen. En canvi, el matrimoni és en si una figura d'aquesta mateixa relació i en pren també el seu sentit "redemptiu": torna al sentit originari del cos i de la solitud, tractats anteriorment.

### Sisè cicle: Amor i fecunditat
El Papa recorda explícitament els ensenyaments de l'encíclica Humanae Vitae il·luminant-los amb les reflexions desenvolupades en les catequesis anteriors:
| «                                  | L'acte conjugal «significa» no només l'amor, sinó també la fecunditat potencial, i per això no pot ser privat del seu ple i adequat significat mitjançant intervencions artificials. En l'acte conjugal no és lícit separar artificialment el significat unitiu del significat procreador, perquè l'un i l'altre pertanyen a la veritat íntima de l'acte conjugal: l'un es realitza justament amb l'altre i, en cert sentit, l'un a través de l'altre. Així ensenya l'Encíclica (cf. Humanæ vitæ, 12). Per tant, en aquest cas l'acte conjugal, privat de la seva veritat interior, en ser privat artificialment de la seva capacitat procreadora, deixa també de ser acte d'amor. | » |
| — Catequesi del 22 d'agost de 1984 | |   |

L'acte conjugal ha de ser d'un lliurament complet sense que res dels esposos no en quedi fora: l'anticoncepció artificial limita substancialment tal donació, puix deixa fora part del bé de la feminitat o masculinitat.